# Calendario de los Juegos Olímpicos de Vancouver 2010
Los XXIV Juegos Olímpicos de Invierno celebrados en Vancouver (Canadá) entre el 12 y el 28 de febrero de 2010 incluyeron competiciones en 86 disciplinas de 15 deportes.
A continuación se detalla el calendario por día de cada final con las respectivas naciones ganadores de medallas (las horas están en horario local: UTC-8).
| Días 13 14 15 16 17 18 19 20 21 22 23 24 25 26 27 28 |

## Calendario
| N.º           | Hora  | Deporte                              | Disciplina                   |                       |                                 |                       |
| ------------- | ----- | ------------------------------------ | ---------------------------- | --------------------- | ------------------------------- | --------------------- |
| 13 de febrero |       |                                      |                              |                       |                                 |                       |
| 1             | 10:45 | Saltos en esquí                      | Trampolín normal ind.        | Suiza (SUI)           | Polonia (POL)                   | Austria (AUT)         |
| 2             | 12:00 | Patinaje de velocidad                | 5000 m M                     | Países Bajos (NED)    | Corea del Sur (KOR)             | Rusia (RUS)           |
| 3             | 13:00 | Biatlón                              | Velocidad 7,5 km F           | Eslovaquia (SVK)      | Alemania (GER)                  | Francia (FRA)         |
| 4             | 17:00 | Patinaje de velocidad en pista corta | 1500 m M                     | Corea del Sur (KOR)   | Estados Unidos (USA)            | Estados Unidos (USA)  |
| 5             | 19:30 | Esquí acrobático                     | Baches F                     | Estados Unidos (USA)  | Canadá (CAN)                    | Estados Unidos (USA)  |
| 14 de febrero |       |                                      |                              |                       |                                 |                       |
| 6             | 11:15 | Biatlón                              | Velocidad 10 km M            | Francia (FRA)         | Noruega (NOR)                   | Croacia (CRO)         |
| 7             | 13:00 | Patinaje de velocidad                | 3.000 m F                    | República Checa (CZE) | Alemania (GER)                  | Canadá (CAN)          |
| 8             | 13:45 | Combinado nórdico                    | TN ind. + 10 km est. clásico | Francia (FRA)         | Estados Unidos (USA)            | Italia (ITA)          |
| 9             | 15:10 | Luge                                 | Ind. M                       | Alemania (GER)        | Alemania (GER)                  | Italia (ITA)          |
| 10            | 17:30 | Esquí acrobático                     | Baches M                     | Canadá (CAN)          | Australia (AUS)                 | Estados Unidos (USA)  |
| 15 de febrero |       |                                      |                              |                       |                                 |                       |
| 11            | 10:00 | Esquí de fondo                       | 10 km (est. libre) F         | Suecia (SWE)          | Estonia (EST)                   | Noruega (NOR)         |
| 12            | 10:30 | Esquí alpino                         | Descenso M                   | Suiza (SUI)           | Noruega (NOR)                   | Estados Unidos (USA)  |
| 13            | 12:30 | Esquí de fondo                       | 15 km (est. libre) M         | Suiza (SUI)           | Italia (ITA)                    | República Checa (CZE) |
| 14            | 14:45 | Snowboard                            | Campo a través M             | Estados Unidos (USA)  | Canadá (CAN)                    | Francia (FRA)         |
| 15            | 17:00 | Patinaje artístico                   | Parejas                      | China (CHN)           | China (CHN)                     | Alemania (GER)        |
| 16            | 17:30 | Patinaje de velocidad                | 500 m M                      | Corea del Sur (KOR)   | Japón (JAP)                     | Japón (JAP)           |
| 16 de febrero |       |                                      |                              |                       |                                 |                       |
| 17            | 10:30 | Biatlón                              | Persecución 10 km F          | Alemania (GER)        | Eslovaquia (SVK)                | Francia (FRA)         |
| 18            | 12:45 | Biatlón                              | Persecución 12,5 km M        | Suecia (SWE)          | Austria (AUT)                   | Francia (FRA)         |
| 19            | 14:15 | Snowboard                            | Campo a través F             | Canadá (CAN)          | Francia (FRA)                   | Suiza (SWI)           |
| 20            | 14:50 | Luge                                 | Ind. F                       | Alemania (GER)        | Austria (AUT)                   | Alemania (GER)        |
| 21            | 14:50 | Patinaje de velocidad                | 500 m F                      | Corea del Sur (KOR)   | Alemania (GER)                  | China (CHN)           |
| 17 de febrero |       |                                      |                              |                       |                                 |                       |
| 22            | 11:00 | Esquí alpino                         | Descenso F                   | Estados Unidos (USA)  | Estados Unidos (USA)            | Austria (AUT)         |
| 23            | 13:45 | Esquí de fondo                       | Sprint ind. F                | Noruega (NOR)         | Polonia (POL)                   | Eslovenia (SLO)       |
| 24            | 13:55 | Esquí de fondo                       | Sprint ind. M                | Rusia (RUS)           | Rusia (RUS)                     | Noruega (NOR)         |
| 25            | 16:00 | Patinaje de velocidad                | 1.000 m M                    | Estados Unidos (USA)  | Corea del Sur (KOR)             | Estados Unidos (USA)  |
| 26            | 18:30 | Luge                                 | Dobles M                     | Austria (AUT)         | Letonia (LAT)                   | Alemania (GER)        |
| 27            | 19:00 | Patinaje de velocidad en pista corta | 500 m F                      | China (CHN)           | Canadá (CAN)                    | Italia (ITA)          |
| 28            | 19:15 | Snowboard                            | Halfpipe M                   | Estados Unidos (USA)  | Finlandia (FIN)                 | Estados Unidos (USA)  |
| 18 de febrero |       |                                      |                              |                       |                                 |                       |
| 29            | 10:20 | Biatlón                              | Individual 15 km F           | Noruega (NOR)         | Kazajistán (KAZ)                | Bielorrusia (BLR)     |
| 30            | 12:30 | Esquí alpino                         | Supercombinada F             | Alemania (GER)        | Estados Unidos (USA)            | Suecia (SWE)          |
| 31            | 13:00 | Patinaje de velocidad                | 1.000 m F                    | Canadá (CAN)          | Países Bajos (NED)              | Países Bajos (NED)    |
| 32            | 13:20 | Biatlón                              | Individual 20 km M           | Noruega (NOR)         | Noruega (NOR) Bielorrusia (BLR) |                       |
| 33            | 17:00 | Patinaje artístico                   | M                            | Estados Unidos (USA)  | Rusia (RUS)                     | Japón (JAP)           |
| 34            | 18:00 | Snowboard                            | Halfpipe F                   | Australia (AUS)       | Estados Unidos (USA)            | Estados Unidos (USA)  |
| 19 de febrero |       |                                      |                              |                       |                                 |                       |
| 35            | 11:30 | Esquí alpino                         | Super-G M                    | Noruega (NOR)         | Estados Unidos (USA)            | Estados Unidos (USA)  |
| 36            | 13:00 | Esquí de fondo                       | Persecución 15 km F          | Noruega (NOR)         | Suecia (SWE)                    | Polonia (POL)         |
| 37            | 16:55 | Skeleton                             | F                            | Reino Unido (GBR)     | Alemania (GER)                  | Alemania (GER)        |
| 38            | 19:50 | Skeleton                             | M                            | Canadá (CAN)          | Letonia (LAT)                   | Rusia (RUS)           |
| 20 de febrero |       |                                      |                              |                       |                                 |                       |
| 39            | 10:00 | Esquí alpino                         | Super-G F                    | Austria (AUT)         | Eslovenia (SLO)                 | Estados Unidos (USA)  |
| 40            | 12:30 | Saltos en esquí                      | TG ind.                      | Suiza (SUI)           | Polonia (POL)                   | Austria (AUT)         |
| 41            | 13:30 | Esquí de fondo                       | Perseccución 30 km M         | Suecia (SWE)          | Alemania (GER)                  | Suecia (SWE)          |
| 42            | 16:15 | Patinaje de velocidad                | 1.500 m M                    | Países Bajos (NED)    | Estados Unidos (USA)            | Noruega (NOR)         |
| 43            | 19:00 | Patinaje de velocidad en pista corta | 1.500 m F                    | China (CHN)           | Corea del Sur (KOR)             | Corea del Sur (KOR)   |
| 44            | 19:30 | Patinaje de velocidad en pista corta | 1.000 m M                    | Corea del Sur (KOR)   | Corea del Sur (KOR)             | Estados Unidos (USA)  |
| 21 de febrero |       |                                      |                              |                       |                                 |                       |
| 45            | 11:00 | Biatlón                              | Salida en grupo 15 km M      | Rusia (RUS)           | Francia (FRA)                   | Eslovaquia (SVK)      |
| 46            | 12:15 | Esquí alpino                         | Supercombinada M             | Estados Unidos (USA)  | Croacia (CRO)                   | Suiza (SUI)           |
| 47            | 13:00 | Biatlón                              | Salida en grupo 12,5 km F    | Alemania (GER)        | Rusia (RUS)                     | Alemania (GER)        |
| 48            | 13:05 | Esquí acrobático                     | Campo a través M             | Suiza (SUI)           | Austria (AUT)                   | Noruega (NOR)         |
| 49            | 15:00 | Patinaje de velocidad                | 1.500 m F                    | Países Bajos (NED)    | Canadá (CAN)                    | República Checa (CZE) |
| 50            | 17:20 | Bobsleigh                            | Doble M                      | Alemania (GER)        | Alemania (GER)                  | Rusia (RUS)           |
| 22 de febrero |       |                                      |                              |                       |                                 |                       |
| 51            | 11:00 | Saltos en esquí                      | TG equipos                   | Austria (AUT)         | Alemania (GER)                  | Noruega (NOR)         |
| 52            | 13:00 | Esquí de fondo                       | Sprint por equipos F         | Alemania (GER)        | Suecia (SWE)                    | Rusia (RUS)           |
| 53            | 13:30 | Esquí de fondo                       | Sprint por equipos M         | Noruega (NOR)         | Alemania (GER)                  | Rusia (RUS)           |
| 54            | 16:45 | Patinaje artístico                   | Danza en hielo               | Canadá (CAN)          | Estados Unidos (USA)            | Rusia (RUS)           |
| 23 de febrero |       |                                      |                              |                       |                                 |                       |
| 55            | 11:00 | Patinaje de velocidad                | 10.000 m M                   | Corea del Sur (KOR)   | Rusia (RUS)                     | Países Bajos (NED)    |
| 56            | 11:30 | Biatlón                              | Relevos 4 x 6 km F           | Rusia (RUS)           | Francia (FRA)                   | Alemania (GER)        |
| 57            | 13:00 | Esquí alpino                         | Eslalon gigante M            | Suiza (SUI)           | Noruega (NOR)                   | Noruega (NOR)         |
| 58            | 14:00 | Combinado nórdico                    | TG + 4 x 5 km equipos        | Austria (AUT)         | Estados Unidos (USA)            | Alemania (GER)        |
| 59            | 14:30 | Esquí acrobático                     | Campo a través F             | Canadá (CAN)          | Noruega (NOR)                   | Francia (FRA)         |
| 24 de febrero |       |                                      |                              |                       |                                 |                       |
| 60            | 11:15 | Esquí de fondo                       | Relevos 4 x 10 km M          | Suecia (SWE)          | Noruega (NOR)                   | República Checa (CZE) |
| 61            | 13:00 | Patinaje de velocidad                | 5.000 m F                    | República Checa (CZE) | Alemania (GER)                  | Canadá (CAN)          |
| 62            | 18:15 | Bobseigh                             | Doble F                      | Canadá (CAN)          | Canadá (CAN)                    | Estados Unidos (USA)  |
| 63            | 18:25 | Patinaje de velocidad en pista corta | Relevos 3.000 m F            | China (CHN)           | Canadá (CAN)                    | Estados Unidos (USA)  |
| 64            | 19:30 | Esquí acrobático                     | Saltos F                     | Australia (AUS)       | China (CHN)                     | China (CHN)           |
| 25 de febrero |       |                                      |                              |                       |                                 |                       |
| 65            | 10:00 | Esquí alpino                         | Eslalon gigante F            | Alemania (GER)        | Eslovenia (SLO)                 | Austria (AUT)         |
| 66            | 11:00 | Esquí de fondo                       | Relevos 4 x 5 km F           | Noruega (NOR)         | Alemania (GER)                  | Finlandia (FIN)       |
| 67            | 13:00 | Combinado nórdico                    | TG + 10 km ind.              | Estados Unidos (USA)  | Estados Unidos (USA)            | Austria (AUT)         |
| 68            | 15:30 | Hockey sobre hielo                   | Femenino                     | Canadá (CAN)          | Estados Unidos (USA)            | Finlandia (FIN)       |
| 69            | 17:00 | Patinaje artístico                   | Mujeres                      | Corea del Sur (KOR)   | Japón (JAP)                     | Canadá (CAN)          |
| 70            | 18:00 | Esquí acrobático                     | Saltos M                     | Bielorrusia (BLR)     | Estados Unidos (USA)            | China (CHN)           |
| 26 de febrero |       |                                      |                              |                       |                                 |                       |
| 71            | 11:30 | Biatlón                              | Relevos 4 x 7,5 km M         | Noruega (NOR)         | Austria (AUT)                   | Rusia (RUS)           |
| 72            | 13:30 | Esquí alpino                         | Eslalon F                    | Alemania (GER)        | Austria (AUT)                   | República Checa (CZE) |
| 73            | 13:30 | Snowboard                            | Eslalon gigante paralelo F   | Países Bajos (NED)    | Rusia (RUS)                     | Austria (AUT)         |
| 74            | 15:00 | Curling                              | Femenino                     | Suecia (SWE)          | Canadá (CAN)                    | China (CHN)           |
| 75            | 19:15 | Patinaje de velocidad en pista corta | 500 m M                      | Canadá (CAN)          | Corea del Sur (KOR)             | Canadá (CAN)          |
| 76            | 19:25 | Patinaje de velocidad en pista corta | 1.000 m F                    | China (CHN)           | Estados Unidos (USA)            | Corea del Sur (KOR)   |
| 77            | 19:50 | Patinaje de velocidad en pista corta | Relevos 5.000 m M            | Canadá (CAN)          | Corea del Sur (KOR)             | Estados Unidos (USA)  |
| 27 de febrero |       |                                      |                              |                       |                                 |                       |
| 78            | 11:45 | Esquí de fondo                       | Salida en grupo 30 km F      | Polonia (POL)         | Noruega (NOR)                   | Finlandia (FIN)       |
| 79            | 12:50 | Patinaje de velocidad                | Persecución por equipos M    | Canadá (CAN)          | Estados Unidos (USA)            | Países Bajos (NED)    |
| 80            | 13:10 | Patinaje de velocidad                | Persecución por equipos F    | Alemania (GER)        | Japón (JAP)                     | Polonia (POL)         |
| 81            | 13:30 | Snowboard                            | Eslalon gigante paralelo M   | Canadá (CAN)          | Austria (AUT)                   | Francia (FRA)         |
| 82            | 13:45 | Esquí alpino                         | Eslalon M                    | Italia (ITA)          | Croacia (CRO)                   | Suecia (SWE)          |
| 83            | 14:40 | Bobsleigh                            | Cuádruple M                  | Estados Unidos (USA)  | Alemania (GER)                  | Canadá (CAN)          |
| 84            | 15:00 | Curling                              | Masculino                    | Canadá (CAN)          | Noruega (NOR)                   | Suiza (SUI)           |
| 28 de febrero |       |                                      |                              |                       |                                 |                       |
| 85            | 09:30 | Esquí de fondo                       | Salida en grupo 50 km M      | Noruega (NOR)         | Alemania (GER)                  | Suecia (SWE)          |
| 86            | 12:15 | Hockey sobre hielo                   | Masculino                    | Canadá (CAN)          | Estados Unidos (USA)            | Finlandia (FIN)       |

- M - masculino
- F – femenino
- TN – trampolín normal
- TG – trampolín grande

| Días 13 14 15 16 17 18 19 20 21 22 23 24 25 26 27 28 |